# 영광군·함평군
영광군·함평군은 대한민국의 옛 국회의원 선거구이다. 당시 전라남도 영광군과 함평군 지역을 관할했다.

## 역사
제6대 국회의원 선거를 앞두고 영광군 선거구와 함평군 선거구가 통합되면서 신설되었다.
제8대 국회의원 선거를 앞두고 영광군 선거구와 함평군 선거구로 분리되면서 폐지되었다.

## 역대 국회의원
| 선거   | 정당 | 정당       | 의원   |
| ------ | ---- | ---------- | ------ |
| 1963년 |      | 민주공화당 | 정헌조 |
| 1967년 |      | 민주공화당 | 윤인식 |

## 역대 선거 결과

### 대한민국 제6대 국회의원 선거
|  | 51.61% |

|  | 17.19% |

|  | 14.26% |

|  | 13.10% |

|  | 3.82% |

### 대한민국 제7대 국회의원 선거
|  | 67.95% |

|  | 29.40% |

|  | 1.14% |

|  | 0.96% |

|  | 0.53% |

|  | 0% |